# Edifici Tokio
L'Edifici Tokio està situat a l'avinguda de Pedralbes de Barcelona i està catalogat com a bé cultural d'interès local.

## Descripció
Es tracta d'un edifici aïllat, amb un conjunt de jardins i aparcament coneguts com a plaça dels Jardins de Tòquio, situats al darrere de l'immoble. Aquest consisteix en una planta baixa, cinc plantes pis i una planta àtic.
Les dues façanes llargues, que miren la principal a l'avinguda Pedralbes i la secundària als jardins Tokio, són completament diferents. La primera té un clar component horitzontal, ja que a part d'una meitat de buit amb llosana, cada planta està dominada per grans finestrals parcialment ocults mitjançant persianes de làmines corredisses o similar.
La façana secundària, la que mena als jardins Tokio, és completament diferent. En ella, grans obertures donen pas a grans balconades gairebé unides entre totes elles, en grans eixos horitzontals.
Un altre tret interessant d'aquest immoble és l'accés a l'immoble, a la planta baixa. Aquesta està articulada a través de pilotis que donen un aspecte aeri a part de la façana. Aquests pilars estan tancats per grans vitralleres.
Les façanes curtes també divergeixen de la resta, però molt similars entre elles. Per una banda existeixen petites galeries amb persiana de làmina a la banda dreta i grans buits amb làmina a l'esquerra. D'aquesta banda, només trenca la tònica la presència d'estretes obertures no emmarcades. La coberta està transformada parcialment en una terrassa-jardí.